# Elymnias meletus
Elymnias meletus är en fjärilsart som beskrevs av De Nicéville 1858. Elymnias meletus ingår i släktet Elymnias och familjen praktfjärilar. Inga underarter finns listade i Catalogue of Life.